# Crítica del Corán
La crítica del Corán es un campo interdisciplinario de estudio sobre la exactitud fáctica de las afirmaciones y la viabilidad moral de los mandatos dados en el Corán, el Libro sagrado del Islam. El Corán es visto como la escritura fundacional del Islam y los musulmanes creen que fue enviado por Dios (Alá) y revelado a Mahoma por el ángel Jabreel (Gabriel). Ambas creencias han sido objeto de crítica en el sentido de poder ser estudiado por la mayoría de eruditos occidentales seculares.
En un estudio crítico-histórico, eruditos como John Wansbrough, Joseph Schacht, Patricia Crone, y Michael Cocinero, buscan investigar y verificar el origen del Corán, el texto, la composición, la historia, examinando cuestiones, rompecabezas, texto difícil, etc. como no lo hacen los textos sagrados antiguos. Las críticas más comunes se refieren a varias fuentes preexistentes en las que se basa el Corán, la consistencia interna, la claridad y las enseñanzas éticas. Muchos musulmanes encuentran la investigación erudita occidental de la evidencia textual «perturbadora y ofensiva».

## Autenticidad histórica
Según la tradición islámica, el Corán es la palabra literal de Dios recitada al profeta islámico Mahoma a través del ángel Gabriel. Mahoma según la tradición, recitó perfectamente lo que el arcángel Gabriel le reveló para que sus compañeros los escribieran y memorizaran.
La escritura árabe temprana transcribió 28 consonantes, de las cuales, sólo 6 pueden distinguirse fácilmente; las restantes 22 tienen semejanzas formales, lo que significa que una consonante concreta sólo puede ser determinada por el contexto. Únicamente, con la introducción de diacríticos árabes algunos siglos más tarde, se consiguió una vocalización autorizada del texto, en cómo debía leerse, y se convirtió en canónico.
Con anterioridad a este periodo, hay evidencia de que el texto sin puntuar podría ser leído en maneras diferentes, con significados diferentes. Tabarī prologa su comentario temprano al Corán, ilustrando que la manera precisa de leer los versículos del texto sagrado no fue fijado ni siquiera en tiempos del Profeta. Dos hombres, que discutían un versículo del texto, pidieron a Ubay ibn Ka'b que mediara, y él no estuvo de acuerdo con ellos, obteniendo una tercera lectura. Para resolver la cuestión, los tres acudieron a Mahoma. Este, pidió al primer hombre que leyera el versículo, y anunció que era correcto. La misma respuesta dio a la segunda lectura alternativa. Entonces pidió a Ubay que proporcionara su propia versión, y Mahoma también pronunció ¡«Correcto»!'. Al notar la perplejidad de Ubay, Mahoma le dijo, ‘Ruega a Dios por la protección contra el maldito Satán.'

### Comparación con las narraciones bíblicas
El Corán menciona más de 50 personas mencionadas anteriormente en la Biblia, la cual es varios siglos más antigua. Las historias relacionadas en el Corán normalmente se centran más en el significado espiritual de los acontecimientos que en los detalles. Las historias son generalmente comparables, pero hay diferencias. Una de las diferencias más famosas es la visión islámica de la crucifixión de Jesús. El Corán mantiene que Jesús no fue de hecho crucificado y no murió en la cruz. El punto de vista islámico general que apoya la denegación de la crucifixión es similar al Maniqueísmo (Docetismo), que sostiene que alguien fue crucificado en el lugar de Jesús, concluyendo que Jesús regresará durante el fin de los tiempos.

### Testimonio de los primeros testigos
Las últimas recensiones para hacer un Corán oficial y uniforme en un único dialecto fueron efectuadas bajo el Califa Uthman (644–656), empezando unos doce años después de la muerte del Profeta, y terminando veinticuatro años después del comienzo, siendo quemadas todas las demás copias personales e individuales del Corán
Tradicionalmente se cree que las escrituras más tempranas tenían la ventaja de ser revisadas por personas que se sabían el texto de memoria, por haberlo aprendido en el mismo tiempo de la revelación, y posteriormente, haberlo recitado constantemente. Desde que la recopilación oficial estuvo completada dos décadas después de la muerte de Mahoma, el texto de Uthman ha sido escrupulosamente preservado. Bucaille creía que esto no dio lugar a ningún problema de autenticidad de este Corán.

### Copias existentes antes de la versión de Uthman

#### Manuscrito Sanaa
El manuscrito de Sanaa contiene porciones más antiguas del Corán que muestran variaciones diferentes de la copia de Uthman. El pergamino en el que está escrito el códice inferior del manuscrito de Sanaa ha sido datado por radiocarbono con precisión 99% antes 671 CE, con un 95.5% probabilidad de ser más antiguo de 661 CE y 75% de probabilidad de ser anterior a 646 CE. El palimpsesto de Sanaa es uno de los manuscritos más importantes de la colección en el mundo. Este palimpsesto tiene dos capas de texto, ambas coránicas y escritos en la escritura hiyazí. Mientras el texto superior es casi idéntico al Corán moderno en uso (con la excepción de variantes de pronunciación), el texto inferior contiene diferencias significativas del texto estándar. El manuscrito de Sanaa tiene exactamente los mismos versículos y en el mismo orden que el Corán estándar. En cambio, el orden de las suras en el códice de Sanaa es diferente al del Corán estándar.

#### Manuscrito de Birmingham/París
En 2015, la Universidad de Birmingham reveló que las pruebas científicas pueden mostrar un manuscrito del Corán en su colección como uno de los más antiguos conocidos, y creen que fue escrito en tiempos de Mahoma.
Pruebas realizadas por la Unidad aceleradora de radiocarbono de Oxford indican una probabilidad de más de 94 por ciento de que el pergamino esté datado entre 568 y 645. Pero el Dr. Saud al-Sarhan, Director del Centro para Búsqueda y Estudios islámicos en Riad, cuestionó si el pergamino podría haber sido reutilizado como palimpsesto, y también notó que la escritura tenía separadores de capítulos, y terminaciones de versículos punteados– características de la escritura árabe que se cree no fueron introducidas al Corán hasta más tarde. Las críticas de Al-Sarhan fueron confirmadas por expertos sauditas en historia coránica, que rechazan cualquier especulación de que el Corán Birmingham/París pudiera haber sido escrito durante la vida del Profeta Mahoma. Enfatizan que mientras vivió Mahoma, los textos coránicos se escribían sin decoración de capítulo, finales de verso marcados, ni uso de tintas coloreadas; y no seguían ninguna secuencia estándar de las suras. Mantienen que estas características fueron introducidas en el tiempo del Califa Uthman, así que las hojas del Birmingham podrían haber sido escritas más tarde, pero no más temprano.
En diciembre de 2015, el profesor François Déroche del Collège de Francia confirmó la identificación de las dos hojas del Birmingham con las del Corán de París Qur'un BnF Arabe 328(c), como había sido propuesto por el Dr. Alba Fedeli. El profesor Deroche expresó reservas sobre la fiabilidad de las fechas del radiocarbono propuestas para las hojas de Birmingham..Jamal ibn Huwareib, director de la Fundación Mohammed ibn Rashid Al Maktoum, ha propuesto que, si las fechas de radiocarbono fueran confirmadas, el Corán Birmingham/París podría ser identificado con el texto que se sabe fue reunido por el primer Califa, Abu Bakr, entre 632 y 634 CE.

### Carencia de evidencia secundaria e historia textual

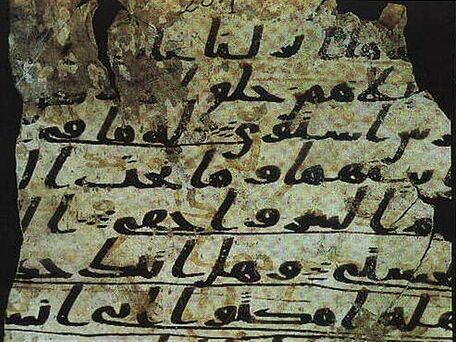
Manuscritos Sanaa del Corán

La visión tradicional de Islam también ha sido criticado por la falta de la evidencia de apoyo compatible con aquella visión, como la carencia de evidencia arqueológica, y discrepancias con fuentes literarias no musulmanas. En la década de 1970, lo que ha sido descrito como una «ola de eruditos escépticos» desafió gran parte de la sabiduría recibida en los estudios islámicos,:: 23  argumentando que la tradición histórica islámica había sido muy corrompida en la transmisión. Sin embargo, intentaron corregir o reconstruir la historia temprana del Islam a partir de otras fuentes, presumiblemente más fiables, como monedas, inscripciones, y fuentes no islámicas. El mayor de este grupo era John Wansbrough (1928–2002). Los trabajos de Wansbrough fueron ampliamente conocidos, pero quizás no ampliamente leídos.:: 38  En 1972, se descubrió un alijo de antiguos coranes en una mezquita de Sanaa, Yemen, generalmente conocidos como manuscritos de Sanaa. Sobre la base del estudio de estos manuscritos, Gerd R. Puin concluyó que el Corán que tenemos es un «cóctel de textos», algunos quizás precediendo a Mahoma, y que el texto que conocemos evolucionó.

## Reclamación de origen divino
El Corán declara que su revelaciones son en sí mismas «signos milagrosos»—inimitables (I'jaz) en su elocuencia y perfección 
y prueba de la autenticidad de la profecía de Mahoma. Por otra parte, la mayoría de los musulmanes creen que algunos versículos del Corán han sido abrogados (naskh) por otros, y estos y otros versículos a veces han sido revelados en respuesta a diversas preguntas por seguidores o adversarios.
No todos los musulmanes tempranos estuvieron de acuerdo con este consenso. El musulmán, y luego escéptico Ibn al-Rawandi (m.911) desestimó el Corán como «no el discurso de alguien con sabiduría, contene[dor] de contradicciones, errores y absurdidades».
Los primeros eruditos occidentales también atacaron a menudo el mérito literario del Corán. El orientalista Thomas Carlyle, llamó el Corán "lectura difícil y revoltijo confuso, crudo, áspero" con "iteraciones inacabables, enredosas" y de "insoportable estupidez." Salomon Reinach escribió que este libro merece "poco mérito... desde un punto de vista literario".
Ali Dashti declara que «se han notado más de cien» aberraciones de «las reglas normales y la estructura del árabe» en el Corán.
El estudioso de lenguas semíticas Theodor Noldeke recogió una gran cantidad de formas gramaticales morfológicas y sintácticas en el Corán que «no entran en el sistema lingüístico general del árabe».
Alan Dundes señala que el propio Corán niega que pueda haber errores dentro de él, pero «Si fuera otro distinto de Alá, seguramente habrían encontrado en él muchas contradicciones». (Q.4:82)

#### Voz narrativa: Mahoma o Dios como hablantes
Dado que el Corán es la revelación de Dios a la humanidad, los críticos se han preguntado por qué en muchos versículos, Dios está siendo dirigido por humanos, en vez de estar Él dirigiéndose a los seres humanos. 
El punto de vista de Dios cambia de la tercera persona ("Él", "Su"), a primera persona ("Nosotros" y "Nuestro"), y luego otra vez a tercera, todo en el mismo versículo.
Mientras algunos, como (Muhammad Abdel Haleem) han argumentado que «tales cambios gramaticales son un aspecto tradicional del retórico estilo árabe»,[Nota 6] Ali Dashti (también citado por el crítico Ibn Warraq) nota que en muchos versos «el hablante no puede haber sido Dios». 
Muchos (de hecho 350) versículos del Corán, donde Dios se dirige en tercera persona está precedida por el imperativo "dí" (qul) -- Pero no ocurre en Al-Fatiha y muchos otros versos similares. A veces el problema se resuelve en traducciones del Corán por los traductores que añaden "Dí!" delante del versículo (Marmaduke Pickthall y N. J. Dawood Para Q.27.91, Abdullah Yusuf Ali para Q.6:114).

### Fuentes preexistentes

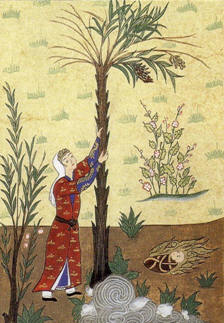
María sacudiendo la palmera para obtener dátiles es una leyenda derivada del Evangelio del pseudo-Mateo.